# Мёрфи, Крис
Кристофер Скотт Мёрфи (англ. Chris Murphy; род. 3 августа 1973) — младший сенатор США от штата Коннектикут, в должности с 2013 года. Член Демократической партии. Ранее он служил в Палате представителей Соединенных Штатов, представляя 5-й избирательный округ Коннектикута с 2007 по 2013 год. 
До избрания в Конгресс, Мёрфи был членом обеих палат Генеральной Ассамблеи Коннектикута, избирался в палату представителей штата Коннектикут (1999—2003) и Сената Коннектикута (2003—2007). Он является членом Демократической партии. До выборов сенатора Тома Коттона от штата Арканзас в 2014 году Мёрфи был самым молодым действующим сенатором США, ему было 39, когда его избрали в 2012 году. 
После четырёх сроков у власти Джо Либерман решил уйти в отставку, Мёрфи выдвинул свою кандидатуру на выборах в Сенат США в 2012 году. Он победил бывшего секретаря Коннектикута Сьюзан Бузиевиц в праймериз Демократической партии, а затем победил кандидата от Республиканской партии Линду Макмэхон в ходе всеобщих выборов.
Был одним из соавторов Закона о борьбе с иностранной пропагандой и дезинформацией (2017).